# Headrillaz
Headrillaz was een Britse dancegroep die bestond uit de broers Caspar en Darius Kedros. Ook was vocalist Saul Jewit betrokken. De band was onderdeel van de bigbeat-stroming die in de late jaren negentig van de twintigste eeuw populair was. 

## Geschiedenis
Caspar en Darius Kedros werden in de vroege jaren negentig actief in de muziekscene als het triphopduo Slowly. Hiervan verschijnt het album Ming (1994). Ook zijn ze betrokken bij het technoproject Tranquil Elephantizer. In 1996 haken ze aan bij de opkomende populariteit van bigbeat. De ep Weird Planet, de eerste die ze onder de naam Headrillaz uitbrengen, wordt opgepikt door Howard Bernstein en uitgebracht op diens Pussy Foot label. In 1997 volgen singles als Screaming Headz en Spacefuck en dat jaar staan ze ook op Lowlands en Pukkelpop. Als vocalist wordt daarvoor Saul Jewit aangetrokken. Eind 1997 staan de singles, met wat nieuw materiaal, op het album Coldharbour Rocks. Een jaar later verschijnt de single The Right Way, dat met een videoclip gepaard gaat. De hitlijsten bereiken ze er echter niet mee. Remixen worden gemaakt voor Juno Reactor, Primal Scream en Ultra Naté. In 1999 verschijnen nog wat singles en de Return Of The Pistachio Rockers EP. Ook staan ze nogmaals op Lowlands. In 2001 staat het nummer Good Is Bad op de soundtrack van The 51st State. Het is een vocaal nummer met Ricky Barrow van The Aloof als zanger.  Met de stagnerende populariteit van bigbeat verdwijnen de Headrillaz uit beeld.

## Discografie
Albums
- Coldharbour Rocks (1997)